# 巴尔德格鲁达斯
巴尔德格鲁达斯，是西班牙卡斯蒂利亚-拉曼恰瓜达拉哈拉省的一个市镇。总面积14平方公里，总人口56人（2001年），人口密度4人/平方公里。